# 7 cabalgan hacía la muerte
7 cabalgan hacía la muerte ist ein 1979 entstandener Italowestern aus spanischer Produktion. Eine deutsche Aufführung des für sein Genre spät gedrehten Werkes unter der Regie von José Luis Merino erfolgte bislang nicht.

## Handlung
Nach dem Verkauf seiner Ranch wird der wohlhabende Großgrundbesitzer Zachary Carter ermordet. Einige seiner Familie organisieren daraufhin eine Kopfjagd von sieben Pistoleros, von denen jeder eine der Todsünden verkörpert, auf den Indianer „Weißer Büffel“, den sie für den Mörder halten.

## Kritik
Das Werk wird als einer der schlechtesten Filme seines Genres angesehen, wenn auch mit einem sehr originellen Drehbuch.